# Yettel (Мађарска)
Yettel је трећи највећи телекомуникациони провајдер у Мађарској. На крају 2019. године компанија је имала 3 милиона 30 хиљада претплатника.

## Историја

### Паннон ГСМ (1994-2010)
Историја компаније почела је 1994. године када је основан Паннон ГСМ. Овај период је био време раног ширења мобилних телефона у Мађарској, а Паннон ГСМ је брзо постао један од водећих играча на тржишту. Компанија је понудила мобилне услуге на ГСМ мрежи и успешно повећала базу претплатника. У то време, назив Паннон постао је један од најпознатијих брендова на мађарском тржишту телекомуникација.
Теленор Мађарска (2010-2022)
У 2010. години, норвешка Теленор група, која је била сувласник Паннон ГСМ-а од 1994. године, одлучила је да уведе јединствено међународно име Теленор бренда иу Мађарској. Као део тога, назив Паннон ГСМ је промењен у Теленор Мађарска. Теленор је отворио нову фазу у животу компаније и модернизовао своје услуге, посебно у области мобилног интернета. Теленор је направио значајна улагања у Мађарску, укључујући увођење LTE/4G технологије, што је резултирало бржим мобилним интернетом и поузданијим услугама.
Yettel Мађарска (2022-)
У марту 2022. Теленор је прошао још једну значајну трансформацију, када је име компаније постало Yettel. Увођење новог имена бренда везано је за међународну матичну компанију компаније, PPF групу, која је 2018. године купила Теленорове интересе у Србији, Мађарској и Бугарској.